# Ana Jovanović
Ana Jovanović (født 28. december 1984) er en kvindelig professionel tennisspiller fra Serbien.
Ana Jovanović højeste rangering på WTA single rangliste var som nummer 216, hvilket hun opnåede 22. juni 2009. I double er den bedste placering nummer 285, hvilket blev opnået 10. maj 2010. 